# Владивостокская синагога

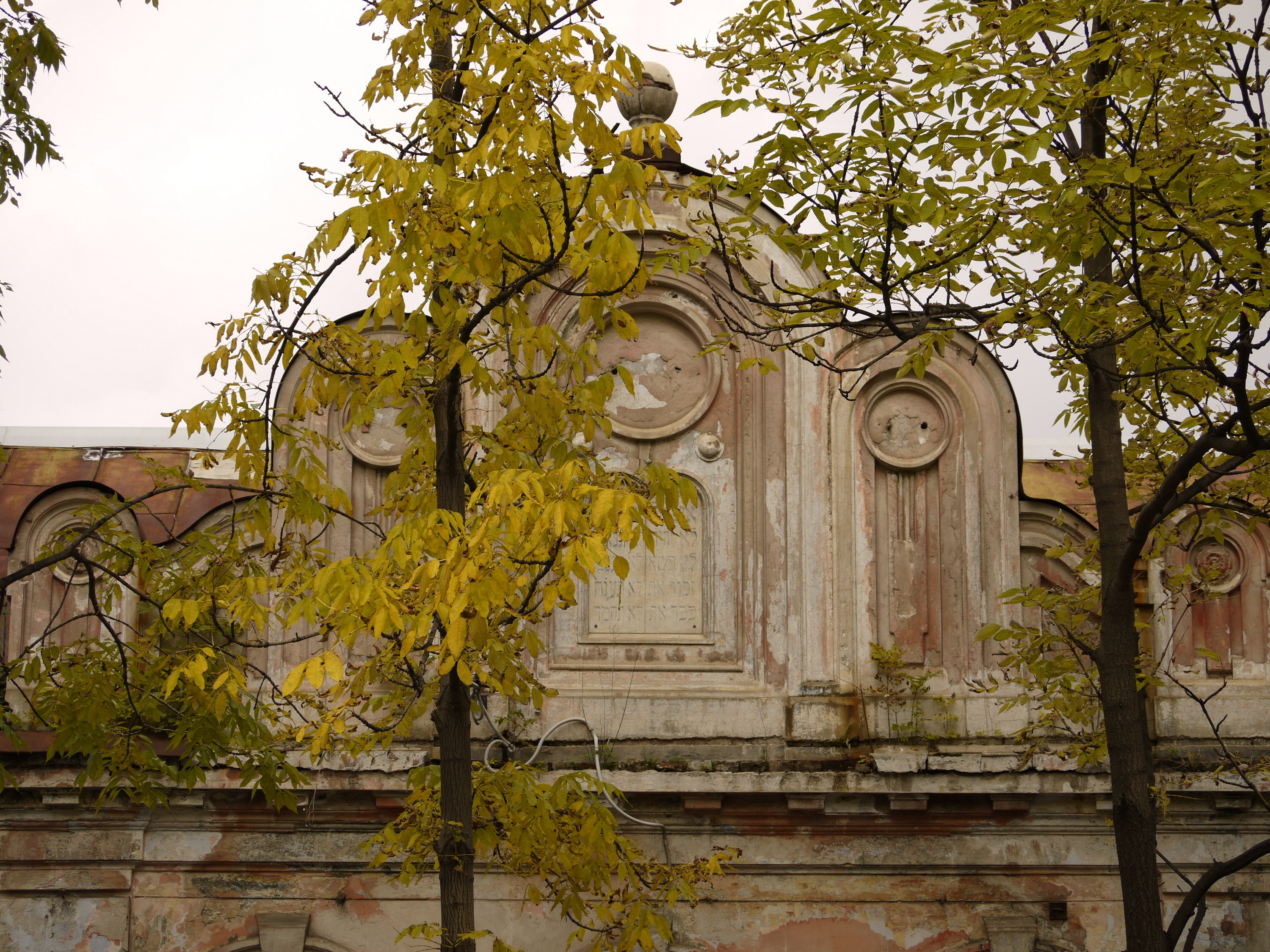
Фрагмент фасада синагоги до реставрации

Синаго́га «Бейт Сима» — центр религиозной жизни еврейской общины Владивостока. Единственная синагога в Приморском крае, старейшая из действующих на Дальнем Востоке России.
Расположена в историческом центре Владивостока, на улице Прапорщика Комарова. Более 70 лет здание синагоги было в собственности государства. С возвращением здания еврейской общине в 2005 году, в синагоге возобновлено богослужение. После ремонта и реставрации синагога получила название «Бейт Сима».

## История
До Февральской революции 1917 года евреи в России вне черты оседлости имели право содержать только частные молитвенные помещения в арендуемой недвижимости, без права собственности. Еврейская община Владивостока, насчитывавшая в 1911 году около 160 мужчин, арендовала молитвенное помещение в доме 19 по улице Комаровской (ныне улица Прапорщика Комарова, 5).
Построить и передать в дар еврейской общине синагогу предложил Леонтий (Лейба) Семёнович (Шиманович) Скидельский (1845—1916) — купец 1-й гильдии, почётный гражданин Владивостока, участник и спонсор деятельности Общества изучения Амурского края и его музея, один из крупнейших промышленников и меценатов Южно-Уссурийского края.
5 октября 1916 года, за три дня до смерти Скидельского, состоялась закладка «Синагоги Владивостокской еврейской общины» (так официально стало потом называться здание молитвенного дома) рядом с прежним молитвенным помещением. Строительство велось на частные пожертвования, наибольший вклад сделал Скидельский. В таких случаях евреи в России зачастую сначала согласовывали строительство «личного особняка», а потом испрашивали разрешение на якобы приспособление готового особняка под молельню. Но в 1917 году иудейское вероисповедание было легализовано, и построенная синагога официально стала собственностью общины.
В конце 1932 года синагога была закрыта властями, еврейская община упразднена. С 1933 года в здании синагоги (теперь это уже был дом 5 по улице Шевченко) разместился клуб Владивостокской кондитерской фабрики, и был здесь до начала 1990-х годов. Его сменил магазин этой же фабрики. Здание неоднократно перепланировалось, к нему делали пристройки, приспосабливали к новым функциям. Уцелели в основном южный и западный фасады.
В 1996 году здание объявлено памятником архитектуры Владивостока и включено в список памятников истории и культуры краевого значения.

## Возрождение
В 1993 году во Владивостоке была создана еврейская религиозная община, в 1995 году преобразованная в Еврейский религиозно-культурный общинный центр (ЕРКО-Центр).
8 сентября 2004 года тогдашний губернатор Приморского края Сергей Дарькин вручил главному раввину России Берлу Лазару, представлявшему Федерацию еврейских общин России (ФЕОР), документы на право бессрочного безвозмездного пользования зданием синагоги. ФЕОР, в свою очередь, передала здание в бессрочное и безвозмездное пользование местной еврейской религиозно-культурной общине (ЕРКО-Центру). Фактическое возвращение здания произошло в начале 2005 года.
В феврале 2013 года раввин Приморского края и Владивостока Шимон Варакин заявил о планах реконструкции здания синагоги. В этом еврейской общине Владивостока, в активе которой в 2013 году было около 300 членов, должны были помочь крупные еврейские бизнесмены из Москвы.
Осенью 2013 года в синагоге начались ремонтно-реставрационные работы. Собственно реставрация — в июне 2014 года. Основным спонсором восстановления синагоги был российский банкир Владимир Коган, глава попечительского совета Владивостокской еврейской общины. Куратором проекта реставрации был первый вице-премьер России Игорь Шувалов.
Церемония открытия обновлённой синагоги состоялась 18 декабря 2015 года. Синагога стала называться «Бейт Сима» — в честь Серафимы Коган, матери Владимира Когана.